# Rue Boy-Zelenski
La rue Boy-Zelenski est une voie du 10e arrondissement de Paris, en France.

## Situation et accès
La rue Boy-Zelenski est une voie publique située dans le 10e arrondissement de Paris. Elle débute  place Robert-Desnos et se termine au 6, rue des Écluses-Saint-Martin.

## Origine du nom

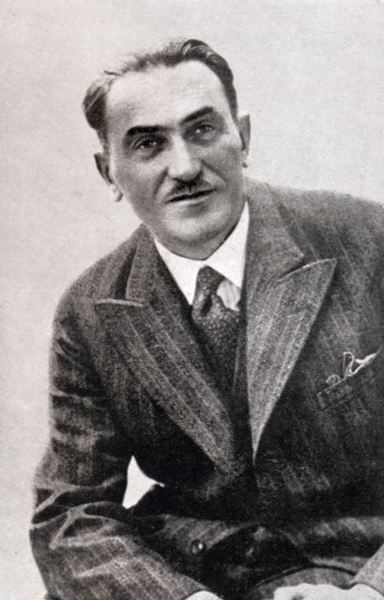
Tadeusz Boy-Żeleński.

La rue porte le nom de l'écrivain polonais Tadeusz Boy-Żeleński (1874-1941).

## Historique
La voie est ouverte dans le cadre de l'aménagement de la ZAC Jemmapes-Grange-aux-Belles en 1978, par les architectes Jacques Labro et Jean-Jacques Orzoni, et prend sa dénomination actuelle par arrêté municipal du 15 septembre 1982.